# ザ・ブラックアウト
ザ・ブラックアウト (The Blackout) は、2003年に結成されたサウス・ウェールズ出身の6ピースバンド。ショーン・スミスとギャビン・バトラーのツインヴォーカルによる掛け合いが特徴。

## 略歴
2003年に英国サウス・ウェールズで結成されたヘヴィロックバンド。ツイン・ヴォーカル、ツイン・ギターを擁する6人編成。同郷のロストプロフェッツやフューネラル・フォー・ア・フレンドらのライヴに参加し、攻撃的なサウンドとスクリーモなヴォーカルで話題となる。
2006年にデビュー・ミニ・アルバム『The Blackout! The Blackout! The Blackout!』を発表（日本盤は07年発売）。
2007年には1stフル・アルバム『We Are the Dynamite』をリリース。ヘヴィ・メタルやエモを通過したラウドなロックを展開し、多くのファンを獲得した。
2008年9月にはアレサナとのWヘッド・ラインでの初来日が実現し全3公演のチケットをすべて完売させて日本でも大きな話題を呼ぶ。
2009年4月PUNK SPRING09へ出演する。
2009年5月、2ndアルバム『The Best In Town』をリリースする。
2010年4月PUNK SPRING10に2年連続出演する。
2011年4月20日、3rdアルバム『Hope』をリリースする。
2013年1月21日、4thアルバム『Start the Party』をリリース。

## メンバー
- Sean Smith - ボーカル
- Gavin Butler - ボーカル
- James "Bob" Davies - ギター
- Matthew Davies - ギター
- Rhys Lewis - ベース
- Gareth "Snoz" Lawrence - ドラム

## ディスコグラフィー

### オリジナルアルバム
- We Are the Dynamite! (2007)
- The Best In Town (2009)
- Hope (2011）
- Start the Party (2013)

### EP
- Pull No Punches (2004)
- The Blackout! The Blackout! The Blackout! (2006)